# Francis De Smet

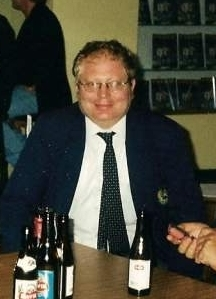
Francis De Smet

Francis De Smet (Brugge, 3 december 1963) is een Belgische filmproducer. In deze hoedanigheid is hij bestuurder van Transatlantic Films Brussel.

## Films

### Geproduceerde langspeelfilms
(regie: Jan Bucquoy)
- La vie sexuelle des Belges 1950-78 (1994) met Herman Brusselmans en Noël Godin
- Camping Cosmos (La vie sexuelle des Belges II) (1996) met Herman Brusselmans, Arno Hintjens, Jan Decleir, Marcel Vanthilt, Antje De Boeck en Lolo Ferrari
- De sluiting van de Renault fabriek te Vilvoorde (La vie sexuelle des Belges III) (1998) met Louis Schweitzer, Jacques Chirac, Lionel Jospin enz.
- La Jouissance des hystériques (La vie sexuelle des Belges IV) (2000) met Claude Semal
- Vrijdag Visdag / Friday Fishday (La vie sexuelle des Belges V) (2000)
- La vie politique des Belges (2002) met Benoît Poelvoorde en Roland Duchâtelet van de partij Vivant
- Les vacances de Noël (2005) met Edouard Baer en Noël Godin

### Televisie
- Adios Cosmos, televisie-serie met de personages van Camping Cosmos over de sluiting van de camping te Westende.

### Filmmuziek
- La vie sexuelle des Belges 1950-78

## Theater
- Nederlandstalige première van Germania, Tod in Berlin! van Heiner Müller in het Marx Theater, Roupestraat te Brussel op 3 december 2009.
- Directie Le Procès. Theater d'Attitude. Brussel 2013.